# Lawrencezomus bong
Espèce
Lawrencezomus bong est une espèce de schizomides de la famille des Hubbardiidae.

## Distribution
Cette espèce est endémique du Liberia. Elle se rencontre dans les monts Bong.

## Description
Le mâle holotype mesure 2,95 mm.

## Étymologie
Son nom d'espèce lui a été donné en référence au lieu de sa découverte, les monts Bong.

## Publication originale
- Armas, 2014 : Two new genera of African whip scorpions (Schizomida: Hubbardiidae). Arthropoda Selecta, vol. 23, no 2, p. 97–105 (texte intégral).